# Dilip Kumar
Dilip Kumar, właściwie Muhammad Yusuf Khan (ur. 11 grudnia 1922 w Peszawarze, zm. 7 lipca 2021 w Mumbaju) – indyjski aktor, producent i działacz społeczny, popularyzator metody Stanisławskiego.
Zadebiutował jako aktor w filmie Jwar Bhata w 1944 roku, wyprodukowanego przez Bombay Talkie. W sumie zagrał w ponad 60 filmach; wcielał się w rolę postacie grających w filmach romantycznych, dramatycznych, komediowych czy historycznych.

## Życiorys
Był piątym dzieckiem z trzynastu rodzeństwa; jego ojciec był sprzedawcą owoców, który wyemigrował z Bombaju do Nashik, małego miasteczka w stanie Maharashtra. Khan po podstawowej edukacji, pomagał ojcu w prowadzeniu firmy i przygotowywał się do jej przejęcia. Podczas podróży służbowej do Naini Tal spotkał aktorkę Devikę Rani i ekipę poszukującą plenerów filmowych. Spotkanie zaowocowało angażem w filmie. Khan wyjechał do Bombaju, w tajemnicy przed ojcem, i już jako Dilip Kumar, zadebiutował w 1944 roku w filmie pt. Jwar Bhata. Jako aktor został zauwazony w filmie Noor Jehanw w 1947 roku, a prawdziwą sławę przyniósł mu rola w filmie dramatycznym Bimala Roya z 1951 roku Do Bigha Zamin (Dwa hektary ziemi). W ciągu kolejnych sześciu dekadach wystąpił w 57 filmach, w tym w dwóch w języku bengalskim. We wszystkich filmach partnerowało mu jedenaście aktorek, z trzema była związany prywatnie. Był pięciokrotnie żonaty.
Jest dziewięciokrotnym laureatem nagrody Filmfare; jako pierwszy w historii odebrał ją w 1954 roku, w kategorii Filmfare Best Actor. W 1991 roku otrzymał nagrodę Padma Bhushan, dwa lata później otrzymał nagrodę za całokształt kariery aktorskiej Filmfare Raj Kapoor Lifetime Achievement Award, w 1995 nagrodę Dadasaheb Phalke Award.

## Filmografia
Filmy wyróżnione nagrodami filmowymi:
- Andaz (1949)
- Aan (1952)
- Daag (1952)
- Devdas (1955)
- Azaad (1955)
- Naya Daur (1957)
- Madhumati (1958)
- Kohinoor(1960)
- Mughal-E-Azam(1960)
- Gunga Jumna (1961)
- Leader (1964)
- Ram Aur Shyam (1967)
- Sunghursh (1968)
- Kranti (1981)
- Shakti (1982)